# 安慧京
安慧京（韓語：안혜경，1979年8月11日—），韓國女藝人。前MBC氣象主播。

## 个人生活
2023年9月，与交往1年的电视剧《黑道律師文森佐》摄影导演宋耀勋（송요훈）结婚，宋仲基担任其婚礼司仪。

## 演出作品

### 電視劇
- 2005年：MBC《Non-Stop 5》
- 2005年：MBC《朝鮮科學搜查隊 別巡檢（朝鲜语：추리다큐 별순검）》
- 2006年：MBC《真的真的喜歡你》
- 2008年：OCN《不要追究過去》飾演 Jenny
- 2009年：KBS《天下無敵李平岡》飾演 王主任
- 2010年：KBS《還想結婚的女子》飾演 惠晶
- 2010年：KBS《風吹好日子》飾演 金南淑
- 2011年：KBS《烏鵲橋兄弟》飾演 廣播DJ
- 2012年：SBS Plus《Oh My God x2》
- 2012年：KBS《學校2013》飾演 校醫
- 2012年：tvN《我愛李泰利》飾演 電台主持人
- 2012年：SBS《紳士的品格》飾演 離婚諮詢女
- 2012年：SBS《致美麗的你》飾演 楊徐潤
- 2013年：tvN《幻想巨塔》飾演 美妍
- 2014年：tvN《不要戀愛要結婚》
- 2014年：KBS N《SOS請救救我》飾演 馬允熙
- 2015年：SBS《誕生吧！家族》飾演 崔東恩
- 2015年：MBC《偉大的糟糠之妻》飾演 吳恩英
- 2016年：tvN《The Good Wife》
- 2016年：SBS《嫉妒的化身》
- 2016年：tvN《Entourage》
- 2018年：SBS《Return》
- 2021年：SBS《Penthouse 3》

### 電影
- 2009年：《廚房》
- 2012年：《永無結局的故事》

### 話劇
- 2010年：《租貢公寓》
- 2012年：《家族》
- 2009年：《家族2》

### 主持節目
- MBC：《天氣播報》 （2001-2006）
- MBC：《九點新聞》
- SBS：《大韓民國烹調》
- MBC：《驚人的世界》
- SBS：《少女日記》
- MBC：《萬里長城》
- MBC：《萬元的幸福》
- tvN：《E 新聞》

## 外部連結
- 安慧京的Instagram帳戶
- 安慧京在NAVER上的资料
- 安慧京在Daum上的资料